# Deutschlandticket

A hivatalos Deutschlandticket
(D-Ticket) logó

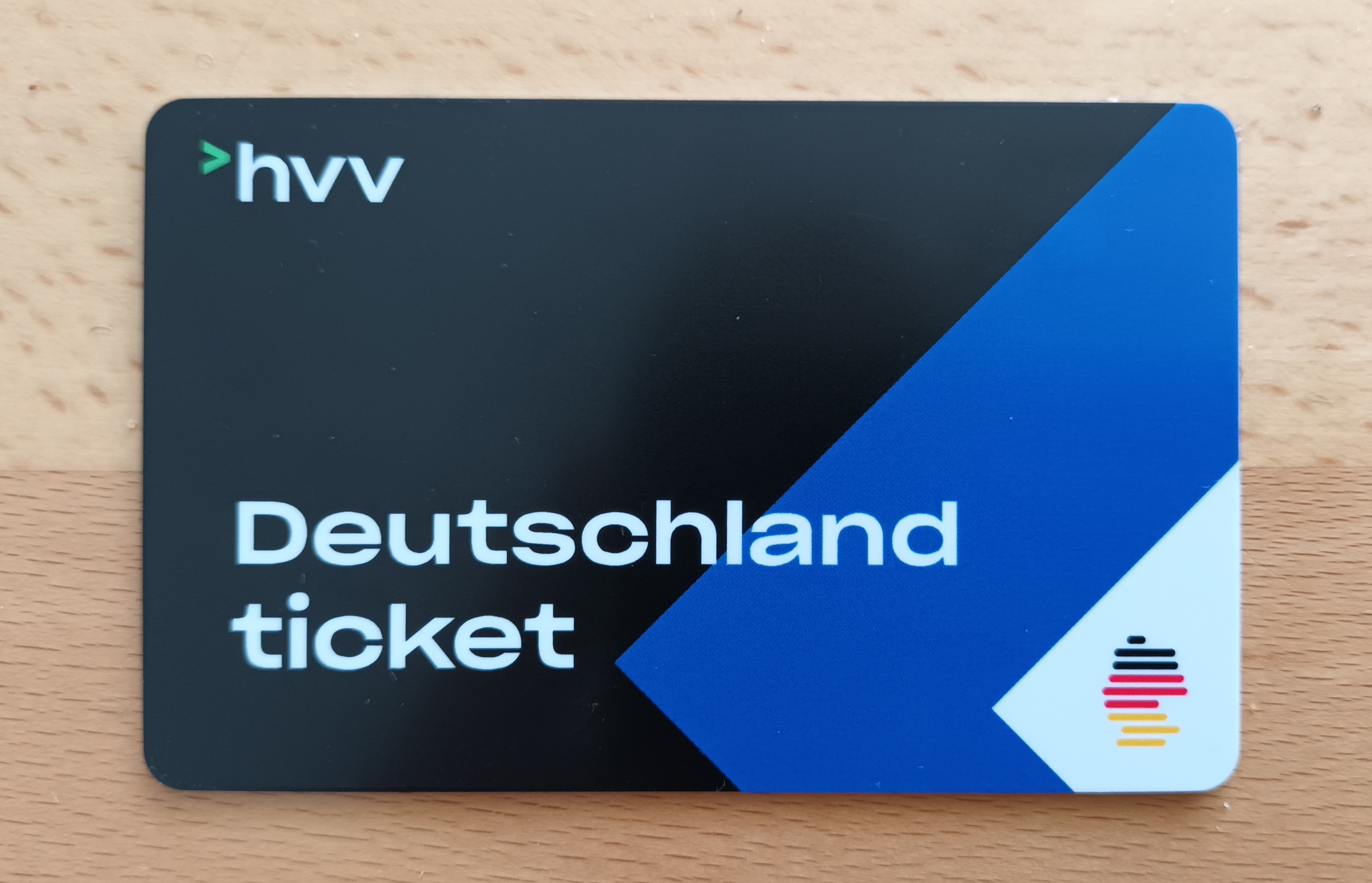
Egy Deutschlandticket chipkártya a HVV-nál

A Deutschlandticket (magyar nyelven: Németország-jegy), gyakran rövidítve D-ticket, más néven 49-Euro-Ticket egy előfizetéses tömegközlekedési jegy, amely a helyi tömegközlekedésre egész Németországban érvényes. A Scholz-kormány 2023 májusában vezette be a 2022 nyarán használt 9-Euro-Ticket végleges utódjaként, és kezdetben havi 49 euróba került. A német szövetség (Bund) és a szövetségi tartományok (Länder) kezdetben évi 1,5 milliárd euróval vesznek részt a finanszírozásban 2025-ig.
A jegy árát 2025. január elején havi 58 euróra emelték.

## Jegyfeltételek és érvényesség
A jegy érvényes az összes helyi és regionális buszon, villamoson, metrón, S-Bahn vonaton, valamint helyi és regionális vonaton (RB/RE) Németország egész területén, kivéve a DB Fernverkehr által üzemeltetett néhány RE vonatot.
Általában a szomszédos ország végállomásairól induló vagy oda tartó nemzetközi vonatokon is érvényes, ha azokat német üzemeltető üzemelteti. A Deutschlandticket-tulajdonosok a bérletükkel számos Németországon kívüli határ menti vámállomásra is eljuthatnak, többek között: Tønder Dániában, Wissembourg (Gare de Wissembourg) Franciaországban, Hengelo (Oldenzaal felett) és Venlo Hollandiában, Basel Hauptbahnhof Svájcban és Świnoujście (Świnoujście Centrum Lengyelországban.
Nem érvényes a legtöbb távolsági vonaton (például a Deutsche Bahn által üzemeltetett Intercity Express (ICE), Intercity (IC) és EuroCity (EC) vonatokon) és a távolsági autóbuszokon (például a FlixBus által üzemeltetett autóbuszokon). Kivételt képeznek a távolsági vonatok, amelyeket a városok és államok társfinanszíroznak.
A jegy csak másodosztályon történő közlekedésre érvényes. Gyakran lehetőség van első osztályra való feláras jegyek vásárlására (ha rendelkezésre áll) az érintett üzemeltetőnél. A 6 év alatti gyermekek ingyen utaznak, míg az idősebbeknek saját jegyre van szükségük. A Deutschlandticket nem tartalmazza a háziállatok és a kerékpárok szállítását, amennyiben azok külön jegyet igényelnek.

## Értékesítés
A Deutschlandticketet eredetileg havi előfizetésként értékesítették, havi 49 eurós áron, amely 2025 januárjában 58 euróra emelkedett. A jegy egy naptári hónapra érvényes, és automatikusan megújul, a fizetés pedig a felhasználó bankszámlájáról SEPA-alapú beszedéssel vagy hitelkártyával történik. Az előfizetés minden hónap 10. napjáig mondható le. Azoknak a felhasználóknak, akik a hónap 11. napján vagy később szeretnének új előfizetést vásárolni az aktuális hónapra, legalább az aktuális és a következő naptári hónapra kell fizetniük. A mo.pla alkalmazás lehetővé teszi a felhasználók számára, hogy a Deutschlandticket-előfizetést a hónap utolsó előtti napjáig mondják le.
A Deutschlandticketet a részt vevő helyi közlekedési hatóságok árusítják. Digitális jegyként a helyi közlekedési hatóságok által kínált mobilalkalmazásokon keresztül adják ki, az „eTicket Deutschland” szabványt használó chipes intelligens kártyán is kiadható. A munkáltatók támogathatják a jegyet alkalmazottaik számára, az egyetemi hallgatók pedig a „Semesterticket”-et Deutschlandticketre válthatják. Egyes települések ezen felül támogatják a jegyet az alacsony jövedelműek, az idősek és a gyakornokok számára. Tübingen városa odáig ment, hogy minden lakos számára támogatta a jegyet, így ők havi 34 euróért juthatnak hozzá. Stuttgart városának önkormányzata munkavállalói juttatásként ajánlotta fel a Deutschlandticketet alkalmazottainak.
A BahnCard 100, a Deutsche Bahn által kínált vasúti kártya, amely korlátlan utazást tesz lehetővé a vonatokon, felár nélkül tartalmazza a Deutschlandticketet.